# 異無腔動物
異無腔動物（學名：Xenacoelomorpha）是动物界的一門，依據分子生物學數據與衍徵而建立，包含异涡虫和無腔動物，它們是一類身體構造簡單的两侧对称动物。

## 分類位置
異無腔動物包含异涡虫與無腔動物，在系統發生樹上的具體位置有多種説法。起先被認爲是後口動物中步带动物的姐妹群，但最近的轉錄組分析表明異無腔動物在系統發生樹上位於两侧对称动物的基部，實為腎管動物的姐妹群，而腎管動物則包含所有原口动物與后口動物。